# Gobari
La Gobari est une rivière du bassin du fleuve Congo, dans le Kwilu en République démocratique du Congo, et un affluent de l’Inzia. 

## Géographie
La Gobari traverse le centre de la province du Kwilu du sud vers le nord, à l’ouest de Bulungu. Elle separe sur une grande partie les territoires de Bulungu et de Masi-Manimba.